# Saint-Féliu-d'Amont
Saint-Féliu-d'Amont is een gemeente in het Franse departement Pyrénées-Orientales (regio Occitanie). De plaats maakt deel uit van het arrondissement Perpignan. Saint-Féliu-d'Amont telde op 1 januari 2022 1.262 inwoners.

## Geografie
De oppervlakte van Saint-Féliu-d'Amont bedroeg op 1 januari 2022 6,11 vierkante kilometer; de bevolkingsdichtheid was toen 206,5 inwoners per km².

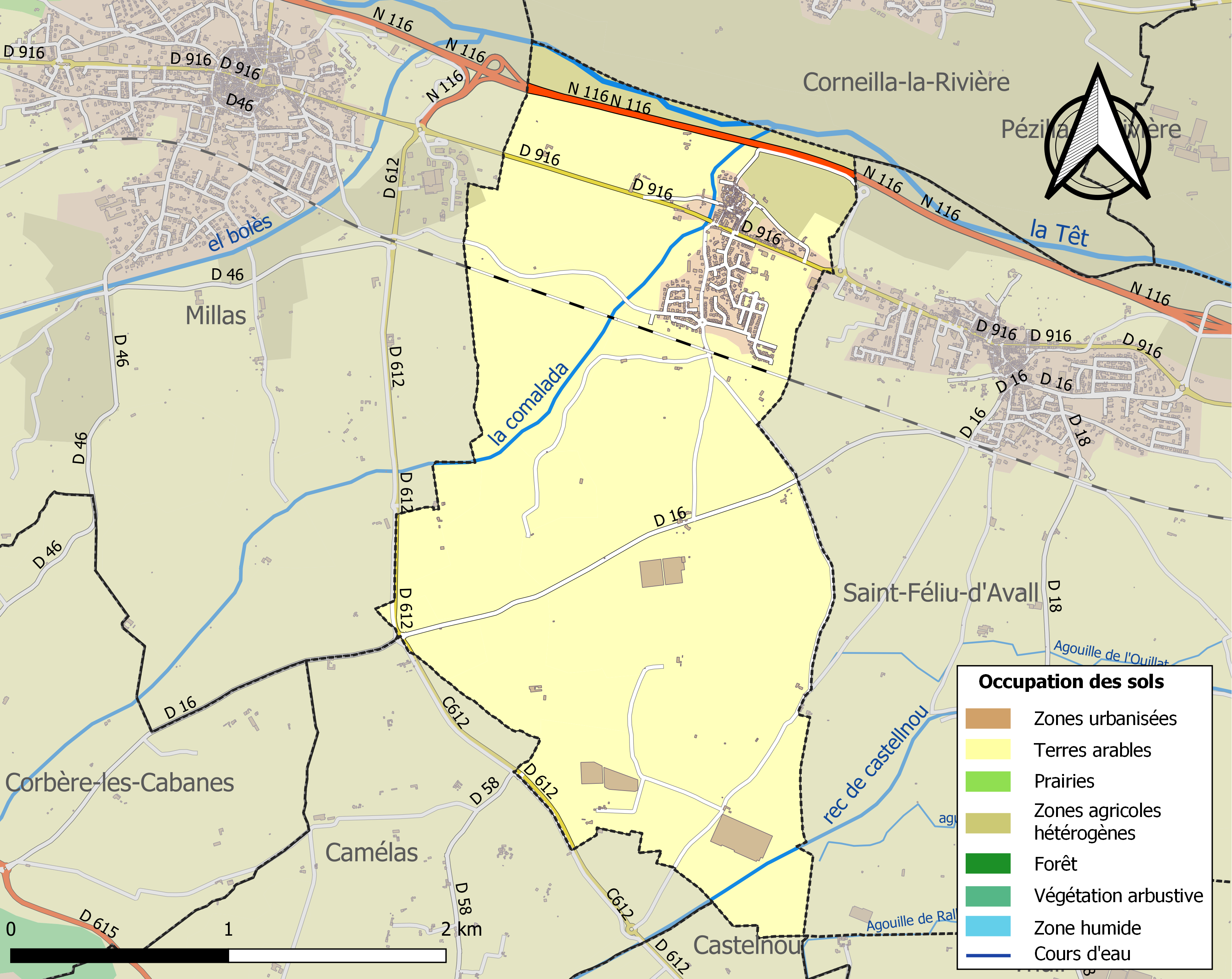
Kaart van de gemeente met de belangrijkste infrastructuur, bodemgebruik en omliggende gemeenten

## Demografie
Onderstaande figuur toont het verloop van het inwonertal (bron: INSEE-tellingen).